# Yatta (Hebron)
Yatta (arabisch يطا, DMG Yaṭṭā) ist eine Stadt innerhalb des Gouvernement Hebron der Palästinensischen Autonomiebehörde bzw. des Staates Palästina. Sie befindet sich im Süden des Westjordanlandes. Yatta befindet sich auf einem Hügel des Hochlands von Hebron (südlicher Teil des Judäischen Berglands) und wurde mit dem Standort der alten biblischen Stadt Jutta identifiziert.
Nach Angaben des Palästinensischen Zentralbüros für Statistik hatte die Stadt zur Jahresmitte 2017 63.511 Einwohner. Bis 2020 stieg diese Zahl auf 68.100 Einwohner.

## Geschichte
1931 wurde in der Stadt ein jüdischer Grabkomplex aus dem 2. Jahrhundert n. Chr. gefunden. Viele Bewohner stammen womöglich von jüdisch-arabischen Stämmen ab. Yatta wurde wie der Rest Palästinas 1517 in das Osmanische Reich eingegliedert und kam nach dem Ersten Weltkrieg unter britische Mandatsherrschaft. Nach dem Palästinakrieg 1948 wurde es Teil von Jordanien.
Seit dem Sechstagekrieg im Jahr 1967 ist Yatta zusammen mit dem Rest der Westbank unter israelischer Besatzung. Seit September 1995 unterliegen Yatta und seine unmittelbare Region, die heute als Gebiet A bekannt ist, der Verwaltung der Palästinensischen Autonomiebehörde (PA).
Am 17. September 2001 platzierte eine jüdische Terroristengruppe, die Bat Ayin, zwei Bomben auf dem Schulhof in Yatta: Eine sollte während der Pause explodieren, eine zweite Bombe einige Minuten später in der Erwartung, dass Lehrer und Schüler kommen würden, um den Schaden zu untersuchen. Eine Fehlfunktion führte dazu, dass die erste Bombe früher explodierte und es den israelischen Spezialisten gelang, die zweite Bombe rechtzeitig zu entschärfen.
Mindestens sieben Palästinenser wurden in Yatta während der Zweiten Intifada bei verschiedenen Vorfällen von 2002 bis 2004 getötet.  Am 8. März 2012 erschossen israelische Soldaten den 20-jährigen Zakariya Abu Eram und verletzten zwei weitere bei einem Überfall in der Stadt, um Abu Erams Onkel Khaled Mahamra, ein Mitglied der Hamas, festzunehmen, der danach zu lebenslanger Haft verurteilt wurde und später im Rahmen eines Gefangenenaustauschs gegen den sich in Gefangenschaft befindlichen israelischen Soldaten Gilad Schalit freigelassen wurde.

## Einwohnerentwicklung
| Zensusjahr | Einwohnerzahl |
| ---------- | ------------- |
| 1961       | 6.326         |
| 1997       | 31.539        |
| 2007       | 49.949        |
| 2017       | 63.511        |